# 沼田宇源太
沼田 宇源太（ぬまた うげんた、文久元年6月20日（1861年7月27日） - 明治44年（1911年）8月12日）は、衆議院議員（立憲革新党→進歩党→憲政党→憲政本党）、弁護士。

## 経歴
出羽国横手に生まれる。幼時に戊辰戦争で祖父と父を失った。漢学を修め、1887年（明治20年）11月に秋田県会議員に平鹿郡選挙区から選出された。1888年（明治21年）4月に辞職するが、同月再び県会議員となった。1889年（明治22年）、東京法学院（現在の中央大学）に入学して法学を学び、1891年（明治24年）に東京法学院を卒業して、弁護士資格を取得した。
1894年（明治27年）、第4回衆議院議員総選挙に出馬し当選。その後、第5回、第7回、第8回でも当選を果たした。
その他、秋田魁新報社の理事を務めた。